# Isola dei Topi
La Isola dei Topi  est une île mineure de l'archipel toscan, en mer tyrrhénienne. Elle est située dans le canal de Piombino à environ trois cents mètres au nord de Capo Castello, près de Cavo, une frazione de Rio ; administrativement, elle fait partie de la municipalité d'Elbe.

## Description
L'île est accidentée, de forme grossièrement triangulaire et son sommet est recouvert d'un maquis méditerranéen bas. Sur celle-ci pousse le Calicotome villosa et le calicotome spinosa, endémique de l'archipel toscan, signalée uniquement sur l'île de Topi et sur l'île de Peraiola. Jusqu'en 1871 la présence du phoque moine de Méditerranée y était signalée. L'île fait partie du Parc national de l'archipel toscan.
L'île est facilement accessible en bateau depuis le port de Cavo ou depuis la plage voisine de Frugoso. Une ordonnance de l'Autorité Portuaire interdit le passage des bateaux dans le tronçon de mer entre la côte de Capo Castello et l'île. L'île est une propriété privée, mais aucune interdiction de débarquement n'est exercée.

### Sources de traduction
- (it) Cet article est partiellement ou en totalité issu de l’article de Wikipédia en italien intitulé « Isola dei Topi » (voir la liste des auteurs).